# (7502) Arakida
(7502) Arakida est un astéroïde de la ceinture principale.

## Description
(7502) Arakida est un astéroïde de la ceinture principale. Il fut découvert le 15 novembre 1996 à Nachikatsuura par Yoshisada Shimizu et Takeshi Urata. Il présente une orbite caractérisée par un demi-grand axe de 2,84 UA, une excentricité de 0,07 et une inclinaison de 1,8° par rapport à l'écliptique.